# Theo Verster
Pour les articles homonymes, voir Verster.
Theo Verster, né le 14 janvier 1975 à Durban, est un nageur sud-africain.

## Carrière
Theo Verster est médaillé d'argent du 100 et du 200 mètres papillon aux Jeux africains de 1995 à Harare. Aux Jeux africains de 1999 à Johannesbourg, il obtient la médaille d'or du 200 mètres papillon et du 200 mètres quatre nages ainsi que la médaille d'argent du 100 mètres papillon.
Il participe aux Jeux olympiques d'été de 2000 à Sydney, où il est éliminé en séries du 100 mètres papillon, du 200 mètres papillon, du 200 mètres quatre nages et du 4 x 100 mètres quatre nages.
Aux Championnats d'Afrique de natation 2002 au Caire, il est médaillé d'or du 100 mètres papillon. 